# أوغستين جيرار
أوغستين جيرار (بالفرنسية: Augustin Gérard)‏ هو عسكري فرنسي، ولد في 2 نوفمبر 1857 في دونكيرك في فرنسا، وتوفي في 2 نوفمبر 1926 في Château-Gontier ‏ في فرنسا.